# Zębiełek andamański
Zębiełek andamański (Crocidura andamanensis) – gatunek ssaka z rodziny ryjówkowatych. Jest gatunkiem endemicznym, występuje na wyspie Andaman Południowy, należącej do Indii. Ssak ten został opisany przez Millera na podstawie jednego osobnika. Jest zwierzęciem aktywnym w nocy. Zamieszkuje tropikalne, wilgotne lasy wykorzystując za schronienie liście i ściółkę leśną. Gatunek ten jest zagrożony z powodu działalności człowieka na wyspie. Możliwe jest że siedlisko tego ssaka zostało zniszczone przez tsunami w 2004 r.